# Kraków (Schiff, 1919)
Die Kraków war ein 1919 gebautes Frachtschiff und nach Wiedererlangung der polnischen Unabhängigkeit das erste polnische Seeschiff in der Ostsee. 1922 sank es vor der dänischen Küste durch Eisgang.

## Bau und technische Daten
Das Schiff wurde auf Bestellung der dänischen Reederei A. O. Andersen am 2. September 1918 auf der Frederikshavn Værft in Frederikshavn unter der Baunummer 169 auf Kiel gelegt. Aufgrund des Stahlmangels war der Schiffsrumpf in Kompositbauweise gehalten, dabei war die Außenhaut mit Holz beplankt. Der Stapellauf und die Taufe auf den Namen Fredrikshavn fanden am 10. Mai 1919 statt. Am 6. November 1919 übergab die Werft das Schiff an die Reederei.
Die Länge des Schiffes betrug nach unterschiedlichen Angaben 42,6 Meter oder 58,0 Meter bei einer Breite von 7,5 Meter und einem Tiefgang von 3,9 Metern. Das Deckshaus befand sich über der Maschine am Heck, davor waren die beiden Laderäume angeordnet. Es war mit 426 BRT bzw. 240 NRT vermessen und hatte eine Tragfähigkeit von 550 Tonnen. Der Antrieb bestand aus einer Zweifach-Expansionsmaschine, deren Leistung 300 PS betrug. Diese wirkte auf eine Schraube, der Dampfer erreichte eine Geschwindigkeit von gerade einmal 8,0 Knoten. Die Besatzung bestand aus 14 Mann.

## Geschichte
Nach Ablieferung an A. O. Andersen ist nur bekannt, dass die Reederei den kleinen Dampfer in der Ostsee einsetzte und nach noch nicht einmal zwei Monaten am 2. Februar 1920 wieder verkaufte.
Neuer Eigentümer des Schiffes wurde die erst 1919 gegründete polnische Reederei Towarzystwo Żeglugowe Sarmacja („Schifffahrtsgesellschaft Samarcja“) – die erste nach der Unabhängigkeit in Polen gegründete Reederei für den See-Handel. Ihr erstes Schiff erhielt den Namen Kraków nach der gleichnamigen Stadt Kraków, in der auch die Reederei ihren Sitz hatte. Nach polnischen Binnenschiffen war die Kraków das erste Handelsschiff unter der rot-weißen Flagge in der Ostsee und das erste polnische Schiff in Danzig. Exemplarisch spiegelt sie die Anfangsschwierigkeiten des beginnenden polnischen Seehandels wider. Da das Land zu der Zeit nur über den für das Schiff zu kleinen Hafen von Puck verfügte, wurde Danzig Heimathafen des Schiffes. Die Besatzung bestand zunächst aus österreichischen und deutschen bzw. Danziger Seeleuten, die Umgangssprache an Bord war deutsch. Im Laufe der folgenden beiden Jahre verstärkten polnische Seeleute die Besatzung.
Wesentlich im Betrieb des Schiffes war eine grundlegende Einschränkung: Der Reederei war es aufgrund der Rechtslage nicht möglich, den polnischen Seehandel über Danzig abzuwickeln. Daher vercharterte die Towarzystwo Zeglugowe Sarmacja die Kraków für ein halbes Jahr an ein britisches Unternehmen, für das es Kohle von Newcastle in die Häfen Nordfrankreichs transportierte. Nach Auslaufen der Charter fuhr die Kraków in der Trampschifffahrt nach Skandinavien, beförderte mehrfach Fracht nach Lettland und englische Kohle in die Niederlande. Die Frachtaufträge waren für die Reederei so rentabel, dass sie mit den erzielten Gewinnen ein weiteres Schiff anschaffen wollte. Für die Kraków spielte das keine Rolle mehr: Auf einer weiteren Fahrt mit englischer Kohle von Hull nach Helsingborg in Schweden geriet das Schiff Anfang Februar 1922 vor der dänischen Ostseeküste in Treibeis. Das Schiff kam nicht mehr frei und sank durch den Eisgang am 7. Februar 1922. Die Besatzung konnte sich an Land retten.